# Фостен-Аршанж Туадера
Фостен-Аршанж Туадера (фр. Faustin-Archange Touadéra; нар. 21 квітня 1957, Бангі, Убангі-Шарі, Французька Екваторіальна Африка (суч. Центральноафриканська Республіка) — центральноафриканський політичний діяч, прем'єр-міністр ЦАР у 2008—2013 роках. 20 лютого 2016 року здобув перемогу на президентських виборах 2015—2016 у ЦАР.
Закінчив університети в Бангі і Абіджані, отримав два докторських ступеня з математики — в Університеті Лілль-1 (фр. Université Lille 1: Sciences et Technologies) і Університеті Яунде. З 1987 року викладав в Університеті Бангі, у 1989-92 був заступником декана факультету природничих наук. У 2005-08 роках був ректором університету.
22 січня 2008 року президент Франсуа Бозізе призначив його прем'єр-міністром ЦАР. Уряд з 29 міністрів офіційно приступив до роботи 28 січня. У рамках кампанії примирення з повстанцями 18 січня 2009 року уряд було розпущено, а на наступний день було сформовано новий склад уряду, в якому лише 10 з 31 міністрів минулого складу зберегли свої посади. У той же час, в новому складі уряду з'явилися кілька лідерів повстанських угруповань.
22 квітня 2011 року Туадера сформував новий уряд, в якому з 34 колишніх міністрів свої посади знову зберегло лише десять чоловік.. У новому складі уряду виявилося два родича президента Франсуа Бозізе — син (міністр оборони) і племінник (міністр фінансів).
У грудні 2012 року на території ЦАР почався збройний конфлікт. Повстанці звинуватили уряд президента Франсуа Бозізе у недотриманні умов мирних угод, підписаних у 2007 році. Повстанці захопили багато великих міст у центральній і східній частинах країни. 11 січня 2013 року у столиці Габону, місті Лібревіль було підписано угоду про припинення вогню. Повстанці відмовилися від вимоги відставки президента ЦАР Франсуа Бозізе, зі свого боку він до 18 січня мав призначити представника опозиції на посаду прем'єр-міністра країни
12 січня Фостен-Аршанж Туадера був відправлений у відставку, а 17 січня йому на зміну прийшов, згідно з досягнутими домовленостями, кандидат, названий опозицією — Ніколас Тьянгайе.

## Президентські вибори 2015
У 2015 році Фостен-Аршанж Туадера балотувався у президенти ЦАР на виборах, що стартували 20 грудня того ж року. 20 лютого 2016 року за результатами другого туру президентських виборів в ЦАР здобув перемогу, набравши 62,71 % голосів. Його суперник, що також свого часу очолював уряд республіки Аніс Жорж Дологеле отримав близько 37 % голосів виборців.
Головним пунктом передвиборної програми Фостен-Аршанж Туадера було забезпечення безпеки в країні після збройних зіткнень між мусульманами з коаліції Селека і християнами Антибалаку, і залучення іноземних інвестицій за для відновлення економіки держави Нового президента країни привели до присяги 30 березня 2016 року.